# كروك 2
كروك 2 (بالإنجليزية: Croc 2)‏ ، هي لعبة فيديو إلكترونية من نوع منصات، وهي من تطوير شركة أرغوناوت سوفتوير البريطانية، ومن نشر شركة فوكس إنتراكتيف الأمريكية، صدرت في الأسواق سنة 1998م وتعمل لأنظمة بلاي ستيشن وسيجا ساترن وجيم بوي كولر ومايكروسوفت ويندوز ، وهي الجزء الثاني والأخير من سلسلة لعبة كروك: ليغيند أوف ذا غوبوس.

## روابط خارجية
- كروك 2 على موقع IMDb (الإنجليزية)